# Figueres
Figueres (em catalão e oficialmente) ou Figueras (em castelhano) é um município da Espanha na comarca de Alt Empordà, província de Girona, comunidade autónoma da Catalunha. Tem 19,31 km² de área e em 2021 tinha 47 043 habitantes (densidade: 2 436,2 hab./km²).
É a capital da comarca de Alt Empordà. Cidade natal do conhecido pintor Salvador Dali, a cidade é famosa principalmente pelo Teatro-Museu Dalí.

## Demografia
| Variação demográfica do município entre 1991 e 2004 | Variação demográfica do município entre 1991 e 2004 | Variação demográfica do município entre 1991 e 2004 | Variação demográfica do município entre 1991 e 2004 |
| --------------------------------------------------- | --------------------------------------------------- | --------------------------------------------------- | --------------------------------------------------- |
| 1991                                                | 1996                                                | 2001                                                | 2004                                                |
| 34 573                                              | 33 157                                              | 33 064                                              | 37 032                                              |

## Património
- Teatro-Museu Dalí — um dos museus mais visitados em Espanha. Foi criado pelo próprio Salvador Dalí, aproveitando um antigo teatro onde expôs as suas primeiras obras na juventude.
- Castelo de San Ferran (século XVIII)
- Museu do Brinquedo da Catalunha
- Igreja de Sant Pere
- Casa natal de Salvador Dalí (encerrada ao público)
- Museu de Empordà